# Norops yoroensis
Norops yoroensis är en ödleart som beskrevs av  Mccranie NICHOLSON och KÖHLER 200. Norops yoroensis ingår i släktet Norops och familjen Polychrotidae. Inga underarter finns listade i Catalogue of Life.